# Autoroute A4 (Bulgarie)
Pour les articles homonymes, voir Autoroute A4.
L’autoroute Maritsa (en bulgare : Автомагистрала Марица, sigle A4), une autoroute en Bulgarie qui commence au niveau de l'A1 près de Tchirpan et se termine au poste-frontière de Kapitan Andreevo.